# Eudicella hornimani
Eudicella hornimani es una especie de escarabajo coprófago del género Eudicella, subfamilia, Scarabaeinae, orden Coleoptera. Fue descrita por Bates en 1877.

## Descripción
Mide 25-40 mm.

## Distribución
Especie originaria de la región afrotropical. Se distribuye por Camerún, Gabón, República Centroafricana, República Democrática del Congo, República del Congo, Sudán y Uganda.